# The High End of Low
A The High End of Low nagylemez Marilyn Manson hetedik stúdióalbuma.

## Az album dalai
1. Devour
2. Pretty as a ($)
3. Leave a Scar
4. Four Rusted Horses
5. Arma-goddamn-motherfuckin-geddon
6. Blank and White
7. Running to the Edge of the World
8. I Want to Kill You Like They Do in the Movies
9. Wow
10. Wight Spider
11. Unkillable Monster
12. We're from America
13. I Have to Look Up Just to See Hell
14. Into the Fire
15. 15

## Deluxe Edition bónusz CD dalai
1. Arma-goddamn-motherfuckin-geddon (Teddybears Remix)
2. Leave a Scar (Alternate Version)
3. Running to the Edge of the World (Alternate Version)
4. Wight Spider (Alternate Version)
5. Four Rusted Horses (Opening Titles Version)
6. I Have to Look Up Just to See Hell (Alternate Version)

## Közreműködők
- Marilyn Manson – ének, gitár
- Twiggy Ramirez – gitár, basszusgitár, háttérvokál, billentyűk
- Chris Vrenna – billentyűk, programozás
- Ginger Fish – dobok, zongora

## Külső hivatkozások
- Marilyn Manson hivatalos oldala